# Sky (New York)
Sky est un gratte-ciel de 206 mètres pour 61 étages situé à New York aux États-Unis.
Les travaux ont débuté en 2008 et ont pris fin en 2015. La tour est le plus grand immeuble d'appartements de New York, avec 1 174 appartements locatifs ; 939 ont des prix de marché, 235 sont plus abordables, tandis que des penthouses sont situés sur les derniers étages.